# Adeona bipartita
Adeona bipartita är en mossdjursart som beskrevs av Canu och Bassler 1928. Adeona bipartita ingår i släktet Adeona och familjen Adeonidae. Inga underarter finns listade i Catalogue of Life.